# Prionolobus echinatus
Prionolobus echinatus là một loài rêu tản trong họ Cephaloziellaceae. Loài này được (S. Hatt.) S. Hatt. miêu tả khoa học lần đầu tiên năm 1944.